# Открито първенство на Австралия 2015
Australian Open 2015 е тенис турнир, провеждащ се на кортове в „Melbourne Park“ във времето между 19 януари и 1 февруари. Това е 103-тото издание на надпреварата и е първият турнир от Големия шлем за годината.
Станислас Вавринка е миналогодишният шампион на сингъл мъже, но през 2015 г. губи в полуфиналите от четирикратния шампион от Australian Open Новак Джокович. Действащата шампионка при жените Ли На не защитава титлата си, тъй като се оттегля от професионалния тенис през септември 2014 г. Новак Джокович печели рекорден за Откритата ера пети трофей на сингъл мъже, след като надиграва Анди Мъри във финала. За трети път двамата се срещат в мача за титлата. Серина Уилямс триумфира с рекордна шеста титла на сингъл жени в Откритата ера, отстранявайки Мария Шарапова във финалната среща. За втори път те играят една срещу друга в мача за титлата.
Симоне Болели и Фабио Фонини грабват титлата за двойки мъже, побеждавайки Пиер-Юг Ербер и Никола Маю. Бетани Матек-Сандс и Луцие Шафаржова са шампионки при двойки жени, като техни съпернички във финала са Джан Юн-жан и Джън Дзие. Смесените двойки са спечелени от Мартина Хингис и Леандер Паеш, които триумфират срещу миналогодишните шампиони Кристина Младенович и Даниел Нестор.

## Точки и награден фонд

### Ключ
1. Ш – шампион
2. Ф – финалист
3. ПФ – полуфиналисти
4. ЧФ – четвъртфиналисти
5. ОФ – осминафиналист
6. 3К – тенисист, загубил в трети кръг
7. 2К – тенисист, загубил във втори кръг
8. 1К – тенисист, загубил в първи кръг
9. К – тенисист, преминал квалификациите
10. К3 – тенисист, загубил в трети кръг на квалификациите
11. К2 – тенисист, загубил във втори кръг на квалификациите
12. К1 – тенисист, загубил в първи кръг на квалификациите

### Точки
| Събитие     | Ш    | Ф    | ПФ  | ЧФ  | ОФ  | 3К  | 2К | 1К | К  | К3 | К2 | К1 |
| Сингъл мъже | 2000 | 1200 | 720 | 360 | 180 | 90  | 45 | 10 | 25 | 16 | 8  | 0  |
| Двойки мъже | 2000 | 1200 | 720 | 360 | 180 | 90  | 0  | –  | –  | –  | –  | –  |
| Сингъл жени | 2000 | 1300 | 780 | 430 | 240 | 130 | 70 | 10 | 40 | 30 | 20 | 2  |
| Двойки жени | 2000 | 1300 | 780 | 430 | 240 | 130 | 10 | –  | –  | –  | –  | –  |

### Награден фонд
Общата сума на наградния фонд е A$40 000 000 и е в австралийски долари
| Събитие         | Ш           | Ф           | ПФ        | ЧФ        | ОФ        | 3К       | 2К       | 1К       | К3       | К2     | К1     |
| Сингъл          | А$3 100 000 | А$1 550 000 | А$650 000 | А$340 000 | А$175 000 | А$97 500 | А$60 000 | А$34 500 | А$16 000 | А$8000 | А$4000 |
| Двойки*         | А$575 000   | А$285 000   | А$142 500 | А$71 000  | А$39 000  | А$23 000 | А$14 800 | –        | –        | –      | –      |
| Смесени двойки* | А$142 500   | А$71 500    | А$35 600  | А$16 300  | А$8200    | А$4000   | –        | –        | –        | –      | –      |

* на отбор

## Събития

### Сингъл мъже
Новак Джокович побеждава  Анди Мъри с резултат 7 – 6(7 – 5), 6 – 7(4 – 7), 6 – 3, 6 – 0.

### Сингъл жени
Серина Уилямс побеждава  Мария Шарапова с резултат 6 – 3, 7 – 6(7 – 5).

### Двойки мъже
Симоне Болели /  Фабио Фонини побеждават  Пиер-Юг Ербер /  Никола Маю с резултат 6 – 4, 6 – 4.

### Двойки жени
Бетани Матек-Сандс /  Луцие Шафаржова побеждават  Джан Юн-жан /  Джън Дзие с резултат 6 – 4, 7 – 6(7 – 5).

### Смесени двойки
Мартина Хингис /  Леандер Паеш побеждават  Кристина Младенович /  Даниел Нестор с резултат 6 – 4, 6 – 3.